# Poids de l'âme
Ne pas confondre avec Pesée des âmes.
Pour les articles homonymes, voir Poids (homonymie).
L'hypothèse de la masse de l'âme (dite à tort du poids de l'âme), ou théorie des 21 grammes, est émise par le médecin américain Duncan MacDougall en mars 1907. Selon cette hypothèse le corps humain aurait une âme et cette âme aurait une masse estimée à 21 grammes (environ trois quarts d'once). Au moment de la mort, l'âme s'échapperait du corps humain, qui se retrouverait allégé de cette masse. MacDougall avance ce chiffre après avoir effectué une série de pesées sur six humains moribonds puis décédés, dont un seul[réf. souhaitée] montre une différence de masse de près de 21 grammes, puis sur une quinzaine de chiens, sans mettre en évidence de différence dans leur cas. Ces résultats n'ont jamais pu être confirmés et les méthodes de MacDougall ont été largement critiquées, mais l'expérience reste populaire pour appuyer la croyance en l'existence matérielle d'une âme (voir Pseudoscience). Elle a aussi inspiré à André Maurois son roman Le Peseur d'âmes.

## Expérience
En 1901, Duncan MacDougall, un médecin de Haverhill, Massachusetts, identifie six patients dans des maisons de repos dont la mort est imminente,. Quatre d'entre eux souffrent de tuberculose, un de diabète, et un autre de causes non spécifiées. MacDougall choisi spécifiquement des personnes atteints de maladies causant un épuisement physique, car il a besoin que les patients restent immobiles pour les peser avec précision. Quand les patients semblent sur le point de mourir, leur lit complet était placé sur une balance industrielle capable de détecter des variations de poids jusqu'à deux dixièmes d'once (5,6 grammes).
Le premier sujet est observé pendant trois heures et quarante minutes avant sa mort, au cours desquelles il perd du poids lentement, à raison d'une once par heure (environ 28 grammes). Cette perte de poids est attribuée à l'évaporation de l'humidité par la respiration et de la transpiration. Une perte de poids du sujet évaluée à « trois-quarts d'once » (21,3 grammes) survient au moment la mort du sujet,.
Le poids du deuxième sujet diminue à plusieurs reprises durant les minutes qui entourent son décès, dont les médecins ne parviennent pas à identifier le moment exact.

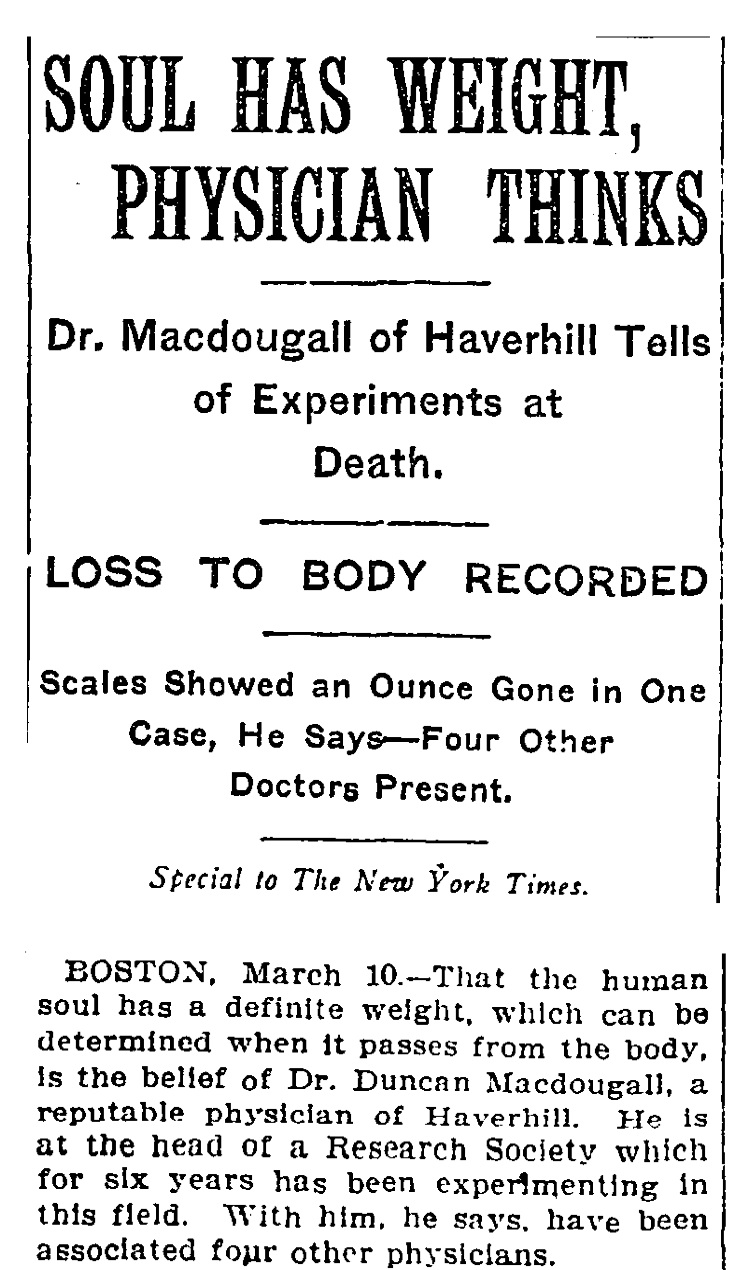
Article du New York Times du 11 mars 1907 : « L'âme aurait une masse, selon un médecin »

Il reproduit l'expérience sur quinze chiens, probablement empoisonnés — MacDougall indique que « les conditions idéales pour une expérience sur des chiens seraient obtenues de chiens mourant d'une maladie qui les rendrait très fatigués et incapables de se débattre. Je n'ai pas eu la chance d'avoir des chiens mourant d'une telle maladie. » —, et ne constate aucune variation. Il extrapole alors que seul l'Homme possède une âme. Un compte rendu de ces expériences est publié par le New York Times en mars 1907, puis par le journal médical American Medicine en avril de la même année.
MacDougall ne tient pas compte des résultats d'un patient au motif que la balance n'était « pas finement ajustée », et écarte les résultats d'un autre homme décédé pendant que l'équipement était encore en cours de calibration.
Constatant dans l'écart des mesures une portion non nulle et d'après lui non justifiable biologiquement, il en induit qu'il pourrait s'agir de la masse de l'âme s'échappant du corps humain. Son expérience en constituerait une mesure inédite.

## Interprétation des résultats
Bien que MacDougall ait cru que les résultats de ses expériences montraient que l'âme humaine pouvait avoir une masse, son compte-rendu indique qu'elles devraient être reproduites de nombreuses fois avant qu'une conclusion puisse être obtenue,.
À la suite de la publication de l'expérience, le médecin Augustus P. Clarke a contesté la validité de l'expérience. Il a indiqué qu'au moment du décès, les poumons ne refroidissent plus le sang, ce qui provoque une augmentation de la température corporelle. Cela provoque une augmentation de la transpiration qui pourrait facilement expliquer la perte de poids observée. Il a aussi indiqué que, les chiens n'ayant pas de glandes sudoripares, ils ne pouvaient pas perdre de masse de cette manière au moment du décès,.
L'auteur et vulgarisateur australien Karl Kruszelnicki (en) a émis de sérieux doutes sur l'hypothèse de MacDougall, en se basant sur le manque de rigueur scientifique de l'expérimentation menée. D'une part, l'échantillon de six individus apparaît comme insuffisamment représentatif pour extrapoler une hypothèse tangible. D'autre part, sur les six individus, il semble que, :
- deux ont été exclus pour « raisons techniques » ;
- un perdit temporairement 21 grammes, avant de les reprendre par la suite ;
- deux ont perdu de la masse au moment de la mort, et en ont reperdu ensuite.

Ce qui laisserait un cas unique comme base de départ pour cette hypothèse. Il s'agit d'un cas typique de biais de notification.
Selon le médecin Robert L. Park, ces expériences « ne sont pas considérées aujourd'hui comme ayant une valeur scientifique » ; et, selon le psychologue Bruce Hood, « comme la perte de masse n'est pas fiable ou reproductible, ses résultats ne sont pas scientifiques ». Le professeur en psychologie Richard Wiseman affirme qu'au sein de la communauté scientifique, l'expérience est rangée dans « une grande pile de curiosités scientifiques intitulée "Presque certainement pas vrai" ».

## Dans les arts

### Littérature
- André Maurois s'est inspiré de cette expérience pour écrire sa nouvelle fantastique Le Peseur d'âmes.
- Dans le roman Le Symbole perdu de Dan Brown, Katherine Salomon reproduit l'expérience de Duncan MacDougall.

### Mangas
- Dans le manga Gantz, il est prétendu que, quand un humain meurt, 21 grammes d'informations sont transférés vers une autre dimension avant d'être réintégrés à un nouvel individu naissant.
- Dans le manga One Piece, au chapitre 1072, la théorie de la perte de 21 grammes au moment de la mort est également utilisée pour justifier l'existence de l'âme.

### Cinéma et télévision
- Le titre du film 21 grammes (2003), d'Alejandro González Iñárritu, reprend la théorie de MacDougall.
- Dans le 3e épisode de la saison 1 de Breaking Bad, Walter médite sur les éléments qui constituent un Homme, il en vient à la conclusion de la potentielle existence d'une conscience, en référence à la théorie de MacDougall.
- Dans le film d'animation japonais The Empire of Corpses réalisé par Ryōtarō Makihara et tiré du roman éponyme de Project Itoh, qui traite de résurrection, il est fait mention de la masse de l'âme équivalent à 21 grammes.
- Dans le film 1001 grammes du norvégien Bent Hamer sorti en 2014, il est fait deux fois allusion à l'hypothèse de la masse de l'âme. D'abord par le père de l'héroïne, hospitalisé à la suite d'un infarctus qui l'expose succinctement ; puis, de façon subtile dans une scène finale où sa fille, employée de l'Institut norvégien des Poids et Mesures, entreprend de peser les cendres de son père, récemment décédé. La balance commence par indiquer 1 022 grammes puis redescend lentement pour se fixer à 1 001 grammes.

### Musique
(juin 2023).
- Jali s'inspire du film pour son single 21 grammes.
- La chanteuse Alex Hepburn, dans son titre Under, évoque la perte de 21 grammes : « Lost trust, 21 grams of soul » (« Perdu la confiance, 21 grammes d'âme »).
- Le rappeur français Youssoupha l'évoque dans sa chanson Irréversible issue de son troisième album, Noir D****. Il évoque aussi cette hypothèse dans une musique en collaboration avec des membres de son label Bomayé Musik intitulée 21 grammes.
- Le groupe français Kyo a aussi évoqué ces 21 grammes dans la chanson intitulée Poupées Russes de leur album L’équilibre sorti en 2014.
- Nekfeu évoque également cette hypothèse dans le morceau À deux pas d'Alpha Wann : « Regarde un peu ce que tu deviens t'es ingrat, Tu bicraves ton âme au diable dans un pochon de 21 grammes ».
- Le rappeur Hyacinthe l'évoque aussi dans sa chanson Sur la route de l'amour : « 58 kilos de haine moins 21 grammes ».
- Le rappeur italien Fedez sort en octobre 2015 un titre intitulé 21 grammi (21 grammes) : « Ho consumato 21 grammi di felicità » (« j'ai consommé 21 grammes de bonheur »).
- Le rappeur Sadek, l'utilise également dans Heisenberg : « On creuse ta tombe on t'arrache ton âme en une seconde tu perds 21 grammes ».
- Le rappeur Dooz Kawa y fait également référence dans son titre Si les anges n'ont pas de sexe : « J'me sens trépané de mon âme, Quand le légiste me pèsera, j'aurai perdu 21 grammes ».
- Le rappeur Josman l'évoque dans sa chanson Mon âme de son album Échecs positifs : « J'pèse mes mots, elle pèse les 21 grammes de mon âme »
- La chanteuse Adèle Castillon, en duo avec le chanteur Pablo Pablo, sort le 28 février 2025 un titre intitulé 21 grammes dans l'album Crèvecœur